# 115 (število)
115 (stó pétnajst) je naravno število, za katero velja 111 = 110 + 1 = 112 - 1.

## V matematiki
- sestavljeno število.
- polpraštevilo.
- srečno število.
- peto sedemkotniško piramidno število {\displaystyle 115=5(5+1)(5\cdot 5-2)/6\,\!}.
- osmo Zuckermanovo število v bazi 10: {\displaystyle 115\mid 1\cdot 1\cdot 5=5\,\!}.

## V znanosti
- vrstno število 115 ima moskovij (Mc).

## Drugo

### Leta
- 115 pr. n. št.
- 115, 1115, 2115